# Wankspitze
Die Wankspitze ist ein 2208 m ü. A. hoher Gipfel in der Mieminger Kette in Tirol.

## Lage
Im Süden der Mieminger Kette liegend ist die Wankspitze ein, im Sommer wie im Winter, oft bestiegener Aussichtsberg über dem Inntal. Im Norden wird sie durch das Stötttörl von den Griesspitzen getrennt, im Süden schließt direkt das Mieminger Plateau an.

## Anstieg
- Vom Lehnberghaus zunächst in östlicher Richtung Lacke und dann auf dem Kamm nördlich zum höchsten Punkt. Dieser Weg wird auch im Winter im Rahmen einer Skitour gewählt.
- Alternativ führt ein Klettersteig vom Stöttltörl zum Gipfel (von der Hütte zunächst Richtung Norden, bis man dann östlich zum Stöttltörl gelangt, wo sich südlich der Einstieg befindet).